# Hátszegi Ottó
Hátszegi Ottó (1945-ig Hatz, sportolóként korábban is a Hátszegi nevet használta) (Branjevo (Bosznia-Hercegovina), 1902. május 26. – Budapest, 1977. július 21.) magyar katonatiszt, diplomata, hírszerző, olimpikon tőr- és párbajtőrvívó, edző.

## Családja
Monarchiabeli katonacsalád gyermekeként született a boszniai Branjevóban, apja Hatz Adolf, anyja Reimann Anna volt, mind a négy fiúgyermeküket katonai pályára adták. Közülük Hátszegi József szintén magyar katonatiszt és olimpikon tőrvívó lett.

## Tanulmányai
1920–24 között elvégezte a Ludovika Akadémiát, majd 1926–28 között a Honvéd Toldi Miklós Sportoktatói Tanfolyamot, ahol vívómesteri oklevelet szerzett. 1929 és 1932 között elvégezte a Honvéd Hadiakadémiát.

## Sportolói pályafutása
Részt vett az 1928-as és az 1936-os olimpián, háromszoros magyar tőrvívó bajnok volt, 1930-ban világbajnoki címet is szerzett.

## Katonai tevékenysége
A Hadiakadémia elvégzése után a Honvéd Vezérkarban kapott különböző beosztásokat, majd katonai diplomáciai pályára lépett, és a VKF 2. osztályra került. 1941-ben Szófiába és Ankarába akkreditálták mint katonai attasét. Gyorsan jó kapcsolatokat épített ki külföldi kollégáival, köztük az angol hírszerzés tagjaival is. Egyiküktől küldeményeket is átvett a Magyarországon tartózkodó lengyel menekültek részére, amik általában pénzt tartalmaztak. Arra is vállalkozott, hogy Budapestről érkező lengyel leveleket továbbítson az angolok részére, ha azok nem tartalmaznak hírszerzési adatokat. Erről a tevékenységéről a biztonság kedvéért tájékoztatta a később Déliusz fedőnéven ismertté vált Otto Wagner ezredest, a német hírszerzés ottani rezidensét is.
1943 őszén felettesei Kádár Gyula utasítására a Kállay-kormány kiugrási kísérletének főszereplője lett. Felvette a kapcsolatot az angolokkal, ez azonban más ügynökök révén a németek előtt sem maradt titokban, és ezt ő is tudta. Hátszegi-Hatz ekkor felettesei tudtával bonyolult játszmába kezdett: tájékoztatta a németeket a kapcsolatfelvételről, ugyanakkor az angolokat is figyelmeztette a dekonspirációra. 1944-ben hazarendelték, majd a Gestapo letartóztatta, de mivel felettesei és a német illetékesek is igazolták a kettős játszma tényét, szabadon engedték. Folytatta a játszmás ügyet annak érdekében, hogy a németek fogva tartott főnökeit, Kádár Gyulát és Ujszászy Istvánt is szabadon engedjék. Hadianyag és élelmiszer ledobását kérte az angoloktól a Bakonyba, „partizánok részére”. Az angolok azonban ezen túl még három összekötő tisztet is küldtek, akiket a németek letartóztattak. Hátszegi-Hatz ezzel megbízhatónak bizonyult és Csatay Lajos miniszter szárnysegédje lett.
Az 1944-es kiugrási kísérlet után Markóczy János altábornagy kérésére elvállalta a VII. hadtest vezérkari főnöki posztját. Ez az akkor Paks és Dunaföldvár között védekező hadtest addigra már erői nagy részét elvesztette. A hadtest kémelhárítói fogva tartottak egy szovjet parlamentert, akivel Hatz tárgyalásokat kezdett a hadtest átállásáról. A németek azonban elvitték tőlük a szovjet tisztet. Hatz attól tartott, hogy vallomásra bírják, ezért másnap átrepült a szovjetekhez és magával vitte a VII. hadtest, illetve a solti hídfő erődítési rajzait is. A nyilasok emiatt anyját és menyasszonyát letartóztatták, és átadták a Gestapónak. Mindketten Ravensbrückben pusztultak el.

## A második világháború után
Hatz az átállás után bekapcsolódott az antifasiszta propagandába, majd kinevezték a németek ellen felállítandó 1. magyar hadosztály parancsnokának is. 1945. április 5-én azonban az NKVD letartóztatta és Moszkvába szállították. Katonai attaséi tevékenysége miatt – a hasonló beosztást betöltött kollégáihoz hasonlóan – 25 évi kényszermunkára ítélték. Három évig azonban Moszkvában tartották fogva, és igen alapos, szakértői jellegű kihallgatásokon igyekeztek tisztázni főleg hírszerzői tevékenységét. 1952-ben aztán ítéletét 15 évre enyhítették és Szibériába szállították munkatáborba, ahol beszervezték a börtönelhárításba. 1955. május 8-án, ítéletének újabb felülvizsgálata után szabadon bocsátották. Még öt hónap telt el, mire 1955 szeptemberében hazautazhatott. Megérkezése után 46 oldalas jelentésben számolt be addigi tevékenységéről a honvédelmi miniszternek. 1956-ban megnősült, Móznik Rózát vette el, aki régi ismerőse volt a HM-ből. Vívóedzői állást kapott az Elektromos sportegyesületben. Anyagi helyzete rendeződött, felesége családjának Balatonbogláron volt villája.

## Ügynöki tevékenysége
Hátszegit hazaérkezése után rögtön beszervezte az ÁVH kémelhárítása azzal a céllal, hogy Nyugaton élő korábbi tiszttársaival, német kapcsolataival levelezés révén igyekezzen adatokat szerezni azok magyarországi hírszerző terveiről, tevékenységéről. Tudomásuk volt ugyanis arról, hogy a francia és a német katonai hírszerzés aktív tevékenységet folytat Magyarországon. Hátszeginek erre jó lehetőségei voltak, mert levelező kapcsolatban állt többek között von Bentingeni altábornaggyal, Wilhelm Canaris egyik volt helyettesével, aki csomagok küldésével is támogatta. A magyar kémelhárítás tisztjeivel is jó kapcsolatot alakított ki, együtt vadásztak, szórakoztak. Az 1956-os forradalom idején sem gondolt távozásra, sőt felajánlotta támogatását az állambiztonsági tiszteknek, például ha el akarnak rejtőzni.
A hatvanas évek elején azonban gondok is sűrűsödtek az együttműködésben. Az egymást váltó tartótiszteknek Hátszegi amiatt panaszkodott, hogy késik a jogi rehabilitációja, nem értékelik eléggé személyét és szaktudását, másodrangú állampolgárként kezelik. (Hátszegi francia, orosz, német és szerb nyelven is beszélt, és nagy tapasztalatokat szerzett a hírszerző munkában, ellentétben a korabeli magyar állambiztonság vele foglalkozó tisztjeivel.)
Egyik „fő feladata” az volt, hogy korábbi tiszttársait, Kádár Gyulát és Kéri Kálmánt ellenőrizze, akik maguk is az állambiztonság ügynökei voltak. Ők aztán így pozitív és semmitmondó jelentéseket írogattak egymásról, hiszen részint egymás jó barátai voltak, részint pedig tartóiknál sokkal képzettebb és műveltebb tisztek voltak. Kérit legkésőbb 1965-ben ki is zárták a hálózatból, azaz megszüntették vele az együttműködést, mivel nem produkált használható anyagokat.
Több alkalommal szóba került, hogy külföldön, Ausztriában vagy másutt végezne vívóedzői tevékenységet, és ezalatt is folytatná ügynöki tevékenységét a magyar Belügyminisztérium számára, de végül ezek nem valósultak meg. 1963-ban ehelyett az NDK-ba utazott vívóedzőként, és vállalta, hogy ezalatt a Stasi részére folytat kémelhárító tevékenységet. Ezt a munkáját egészen 1966-ig folytatta, vívóedzőként jól keresett, kényelmes körülmények között élt, és a Stasi is messzemenően elégedett volt tevékenységével.
1966-ban nyugdíjba vonult, de a BM ügynöki hálózatából formálisan csak 1977-ben zárták ki, amiről őt nem is értesítették. (Az ilyen hosszú ideig dolgozó ügynökök esetében inkább az volt a gyakorlat, hogy bizonyos ünnepélyességgel váltak meg tőlük.) 1977-ben, 75 éves korában hunyt el. 1990. december 18-án a Magyar Köztársaság miniszterelnöke posztumusz vezérőrnaggyá nevezte ki.